# Автозчеп

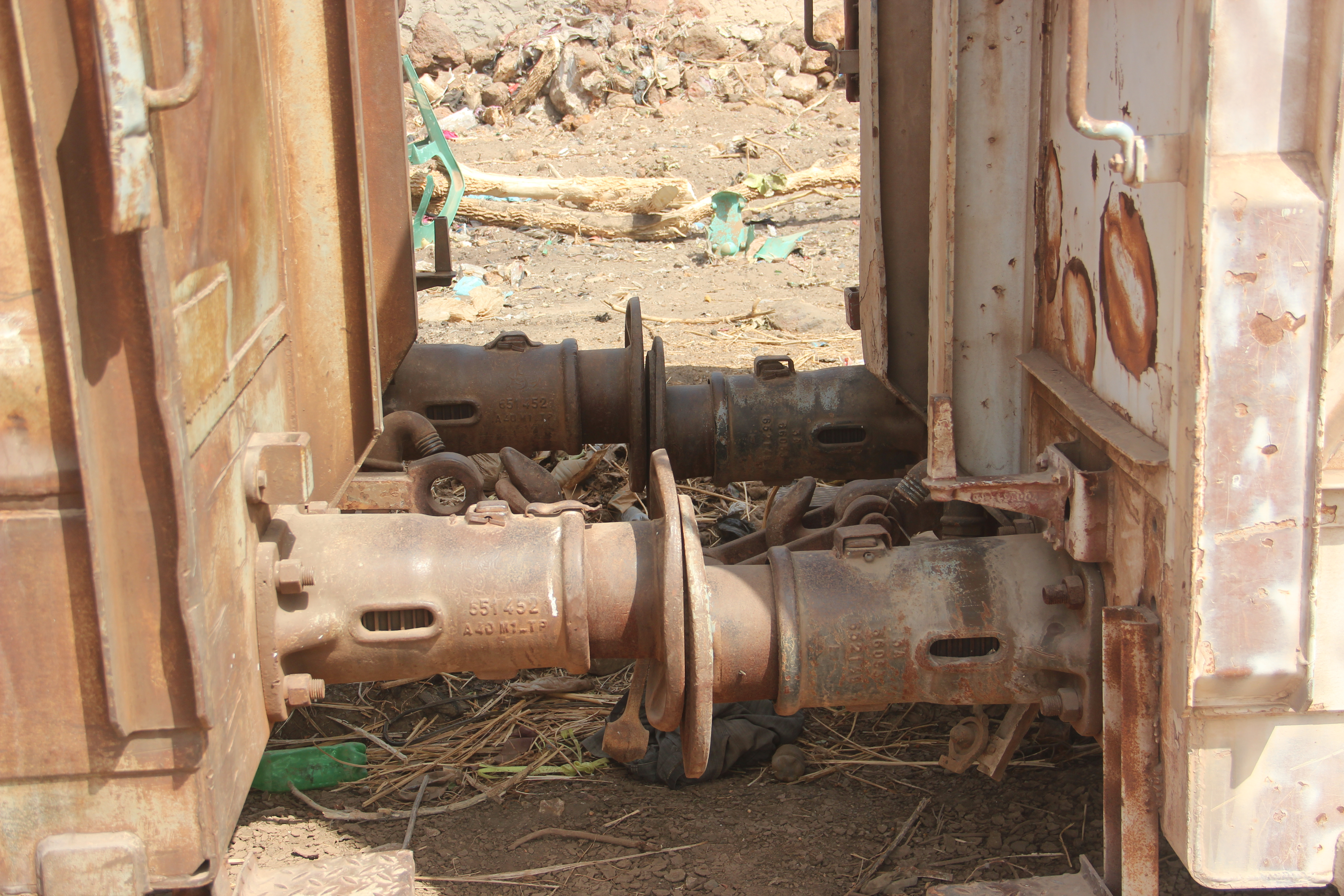
Автозчеп

Автозче́п — пристрій для автоматичного зчеплення вагонів і локомотивів при їх взаємному натисненні. 

## Конструкція
Автозчеп складається з поглинального апарата, центрувального приладу, корпусу з механізмом зчеплення і розчіпного приладу. Зчеплення відбувається внаслідок заходження зуба у зів сусіднього автозчепа під тиском. Довільний вихід зуба із зіва неможливий. Для розчеплення застосовується спеціальний важіль розчіпного механізму, розміщений збоку вагона.

## Призначення
Поглинальний апарат призначено для пом'якшення ударів і поштовхів при зчепленні. Автозчеп у кілька разів міцніший за гвинтову стяжку. Автозчеплення дає можливість збільшувати вагу залізничних поїздів, знижує небезпеку їхнього обриву, значно прискорює проведення маневрів, набагато полегшує працю зчіплювача.